# スタッフサービス
株式会社スタッフサービス・ホールディングスは、東京都千代田区に本社を構える人材総合会社である。株式会社リクルートホールディングスの連結子会社。株式会社スタッフサービスは、株式会社スタッフサービス・ホールディングスの子会社。

## 概要
住友建設（現・三井住友建設）の社員だった岡野保次郎が、1981年11月に京都府京都市中京区で創業。リクルートの子会社である。フリーダイヤル番号（0120-022-022）をもじった「オー人事、オー人事」のテレビCMが放送される（詳細は後述）。業界では後発であったが、人材派遣業界最大手となる。日本人材派遣協会会員。

## 沿革
- 1981年11月 - 京都府京都市中京区で事務処理サービス業を目的として創業
- 1983年3月 - 株式会社スタッフサービスを設立
- 同年9月  - 大阪支社を開設
- 1986年10月 - アウトソーシング事業会社「株式会社テクノサービス」を設立
- 1988年1月 - 香港に初の海外現地法人「Staff Service Hong Kong Co., Ltd.」を設立
- 1989年12月 - 東京支社を開設
- 1994年3月 - 医療・介護分野における人材サービス事業の関連会社「株式会社メディカルサービス」を設立
- 1997年4月 - 本社機能を大阪府から東京都に移転
- 同年5月 - テレビCMの放映開始
- 1999年7月 - アウトプレースメント事業の合弁会社「フェアプレース・コンサルティング・ジャパン株式会社」を設立
- 2000年3月 - 障害者雇用特例子会社「株式会社スタッフサービス・ビジネスサポート」を設立
- 同年9月 - IT分野における人材サービス事業を分社化「株式会社スタッフサービス・ソリューション」を設立
- 同年11月 - 東京本社を千代田区大手町に移転
- 2001年8月 - 海外留学・滞在支援サービス事業の関連会社「株式会社スタッフサービス・エデュケーション・インターナショナル」を設立
- 同年12月 - スタッフサービス全県展開完了
- 2002年4月 - 持株会社（株式会社スタッフサービス・ホールディングス）体制に移行
- 2003年4月 - グループの国際業務を統括する「株式会社スタッフサービス・インターナショナル」を設立
- 2004年4月 - 自動車業界向けにエンジニアの特定派遣事業を行う、エンジニアリング事業本部を設立
- 同年8月 - スタッフサービス東京を紀尾井町から大手町に移転
- 同年9月 - 営業・販売職派遣を行う、営業職派遣事業本部を設立
- 2005年2月 - 人材紹介事業の合弁会社「ヴェディオール・キャリア」を設立（2005年6月営業開始）
- 同年4月 - スタッフサービスグループのバックヤード業務を受託する「株式会社スタッフサービス・オフィスマネジメント」を設立
- 同年9月 - 営業・販売職派遣の専門会社「株式会社スタッフサービス・セールスマーケティング」を設立
- 2006年3月 - 紹介予定派遣事業本格参入（全国47都道府県で職業紹介免許取得）
- 同年4月 - 設計・開発分野の特定派遣、技術者派遣事業本格参入
- 2008年7月 - 派遣事業子会社を統合し、主要2社を中心とした運営体制へ移行
- 2013年10月 - 介護職の常用型派遣事業を開始
- 2014年10月 - 事務職の常用型派遣事業「ミラエール」を本格展開
- 2017年1月 - グループ本部を東京都千代田区神田練塀町85 JEBL秋葉原スクエアに移転

## グループ会社
〈現在のグループ子会社〉
- スタッフサービス・ホールディングス（持株会社）
- スタッフサービス（営業・販売・事務職派遣、メディカル、エンジニアリング）
- テクノ・サービス（製造・物流業務派遣）
- スタッフサービス・オフィスマネジメント（バックヤード業務支援）
- スタッフサービス・ビジネスサポート（障がい者雇用特例子会社）
- スタッフサービス・フロンティア（障がい者雇用特例子会社）

※多数あった派遣事業子会社は、2008年7月よりスタッフサービスとテクノ・サービスの2社を中心とする体制に統合された。
〈統合されたグループ子会社〉
- スタッフサービス・ソリューション…スタッフサービスへ統合
- メディカルサービス…スタッフサービスへ統合
- テクノサービス関東（他地域子会社6社）…テクノ・サービスへ統合
- 北京都スタッフサービス…テクノ・サービスへ統合

〈元グループ子会社〉
- アイランドホテルズアンドリゾーツ…留学支援事業、旅行業
- インターセラーズ…酒類販売、酒造蔵再生事業
- レストランサポート…飲食店の経営及びコンサルティング
- スタッフサービス・インターナショナル（現・OGインターナショナル）…海外人材派遣会社への投資事業
- ヴェディオール・キャリア…転職支援

※上記5社は現在OGIホールディングスのグループ子会社となっている。
- セールスマーケティング…リクルートに譲渡した際にグループから外れる。2009年1月に社名を「株式会社スタッフサービス・セールスマーケティング」から「株式会社セールスマーケティング」に改称した。現在は更にリンクアンドモチベーション傘下へ移り、「株式会社リンク・マーケティング」になっている。

## 運営サイト
- オー人事net - 営業・販売・事務業務派遣サイト
- 働くナビ！ - 製造・物流業務派遣サイト
- エンジニアガイド - ITエンジニア派遣サイト
- スタッフサービス・エンジニアリング - 技術者（設計・開発エンジニア）派遣サイト
- スタッフサービス・メディカル - 介護・看護・医療事務職派遣サイト

## 会社の問題点

### サービス残業問題
2004年、大阪に勤務していた副支店長が自殺していたことが発覚した。原因は、過酷な残業と通常では達成困難なノルマを課されたこと、更に毎月東京本社で行われる支店長・副支店長会議で目標が達成できていないことを幹部から追及されたことによるうつ病である。原告の家族が告訴したので、労働基準法違反で家宅捜索がスタッフサービス東京本社、大阪本社、スタッフサービス・ホールディングスに入った。その後会社と原告は和解し、事件は決着した。
2005年には、長時間労働とサービス残業を行っていた同社を労働基準法違反で書類送検。また過去2年間に遡って、未払い残業代30億円を支払った。2005年6月までに57億円の未払い残業代を支払っている。

## 業績

### 売上
- 2005年3月期の売上高は3,261億円（前年比129%）
- 2006年3月期の売上高は3,119億円（前年比95.6%）
- 2007年3月期の売上高は3,234億円（前年比103%）

### 登録スタッフ数及び取引先件数
- 2007年3月現在の登録スタッフ数は約157万人
- 2007年3月現在の取引先件数は60,340件

## 創業者の退任
- 2007年12月29日、臨時株主総会を経て、岡野保次郎会長、藤木努社長他役員数名が退任。本原仁志が新社長に就任。役員の異動ならびに執行役員制の導入を決定。
- 岡野保次郎は一部の経営陣と従業員を引き連れ、2008年2月にOGIホールディングスを設立。スタッフサービス時代に多角化によって設立した数社の事業会社を引き継いでGIグループを創業。

## テレビ番組
- 日経スペシャル ガイアの夜明け 日本酒どん底からの復活～助っ人はコンビニとハケン会社～（2007年11月20日、テレビ東京）[5] - 「インターセラーズ」の日本酒蔵元の支援を取材。

## テレビコマーシャル
1997年に放映を開始。「○○に恵まれなかったら、オー人事」シリーズで、派閥争いや接待など職場の苦労をテーマにした、シュールでユニークなCM全44作品が2003年までに製作された。BGMはピョートル・チャイコフスキーの弦楽セレナーデ。
2017年11月、CM初放映から20周年になったのを記念し、基本フォーマットをそのままに時代背景を現代に合わせた新作CMを制作、YouTubeで公開している。このCMの総再生回数が40万回を超えるなど反響が大きいことから、2018年2月よりさらに新作CMを制作、テレビ放映を開始している。